# Гватемала (город)
Гватема́ла (исп. Ciudad de Guatemala, прежде La Nueva Guatemala de la Asunción, «Новая Гватемала Вознесения») — столица Республики Гватемала, а также самый крупный город Центральной Америки.
В 6 километрах к югу от центра города расположен Международный аэропорт Ла-Аурора, реконструкция которого закончена в марте 2010 года.
Столица связана также развитым автобусным сообщением со всеми департаментами и районами Гватемалы, а также с городами Мехико, Пуэбла, Тапачула, Канкун и др. в Мексике; Сан-Сальвадор в Сальвадоре; Сан-Педро-Сула и Тегусигальпа в Гондурасе; Манагуа в Никарагуа; Сан Хосе в Коста-Рике; Панамой и городами Белиза.

## Этимология
Происхождение названия «Новая Гватемала Вознесения» связано с историей возникновения города. Испанские колониальные власти в 1776 году приняли решение перенести административный центр из города Сантьяго-де-лос-Кабальерос де Гватемала (исп. Ciudad de Santiago de los Caballeros de Goathemalan). Выбранный ими город в долине де-ла-Эрмита получил название «Новой Гватемалы», а прежняя столица — Сантьяго-де-лос-Кабальерос де Гватемала — «Старой Гватемалы» (исп. La Antigua Guatemala). Новая столица была названа в честь Вознесения (Asunción) Девы Марии, которая в 1620 явилась обитателям долины де-лас-Вакас (исп. Valle de las Vacas, «долина коров») и стала святой защитницей города.

## История развития

### Антигуа-Гуатемала
Территория современной Гватемалы в древности была заселена индейцами майя, которые создали мощные города-государства. В западной части современного города в древности существовал один из крупнейших городов цивилизации майя — Каминальхуйу, который в настоящее время почти полностью скрыт под современными постройками. Но к началу XVI века, когда наступила эпоха испанских завоеваний, эти государства уже находились в упадке. В 1524 году конкистадор Педро де Альварадо основал город Сантьяго, позже переименованный в Гватемалу. Он до 1560 года входил в состав вице-королевства Новая Испания, затем в состав генерал-капитанства Гватемала. В 1676 году основан университет. После разрушения землетрясением в 1776 году поселение было перенесено на место нынешней Гватемалы.

### Новая Гватемала
В 1776 г. Новая Гватемала стала столицей генерал-капитанства. Туда же был перенесён Гватемальский Университет Сан-Карлос основанный веком ранее.
С 1810 года Гватемала — центр борьбы против испанских колонизаторов. 15 сентября 1821 года собрание именитых горожан Гватемалы приняло декларацию о независимости страны. В июне 1822 года в город вошли мексиканские войска, способствовавшие присоединению страны к Мексике. Однако Мексиканская империя просуществовала недолго, и в 1823 году в Гватемале собрались делегаты Центральноамериканских стран для разработки конституции. 1 июля того же года Гватемала была объявлена столицей независимых от Испании и Мексики Соединённых провинций Центральной Америки.
В 1826 году вспыхнула гражданская война, в ходе которой войска либералов заняли столицу. Это событие повлекло за собой реорганизацию правительства, реформы образования и судебной системы, а также бурное развитие торговли.
В 1839 году федерация провинций распалась после продолжительной крестьянской войны, и Гватемала стала столицей одноимённой страны. Демократическое правительство страны практически до конца XX века сменялось различными диктаторскими режимами, что отрицательно сказывалось на развитии города.
Начавшаяся в 1980-х годах экономическая депрессия имела для столицы и всей страны тяжёлые социальные последствия. К 1995 году жилищный кризис стал настолько сильным, что происходил массовый самовольный захват зданий и земель, на которых строились хижины. В городе и вокруг него возникло около 200 поселений такого типа.
Внутриполитические проблемы страны были решены только к 2000 году. Это позволило развивать здесь туристический бизнес.

## Природные условия
Город расположен в юго-восточной части Гватемальского нагорья, в долине, на высоте 1500 м над уровнем моря. Здесь часто случаются землетрясения.
Климат горный субэкваториальный. Погода смягчается высотой, и Гватемала является одним из наиболее комфортных городов с этим типом климата, в Гватемале жаркая погода бывает редко и носит непродолжительный характер, и почти не бывает похолоданий. Декабрь холоднее апреля (этот месяц самый тёплый в Гватемале) всего на 2—3 °C.
В Гватемале имеется один длинный сезон дождей с мая по октябрь, в течение которого выпадают практически все осадки, и сухой сезон с ноября по май, на пике которого осадков практически не бывает.
| Показатель                    | Янв. | Фев. | Март | Апр. | Май  | Июнь | Июль  | Авг. | Сен. | Окт. | Нояб. | Дек. | Год  |
| ----------------------------- | ---- | ---- | ---- | ---- | ---- | ---- | ----- | ---- | ---- | ---- | ----- | ---- | ---- |
| Абсолютный максимум, °C       | 27,2 | 27,6 | 30,6 | 30,1 | 33,9 | 27,7 | 26,3  | 27,6 | 26,2 | 26,1 | 26,4  | 26,2 | 33,9 |
| Средний суточный максимум, °C | 25,1 | 26,4 | 25,7 | 27,7 | 27,1 | 26,0 | 25,8  | 26,2 | 25,4 | 24,0 | 24,9  | 24,6 | 25   |
| Средняя температура, °C       | 17,3 | 19,6 | 19,5 | 20,9 | 22,8 | 22,6 | 20,5  | 20,4 | 19,9 | 19,3 | 19,5  | 18,5 | 18,5 |
| Средний суточный минимум, °C  | 13,9 | 14,3 | 13,7 | 15,9 | 16,9 | 16,7 | 16,7  | 16,8 | 16,4 | 11,4 | 14,4  | 13,4 | 15,0 |
| Абсолютный минимум, °C        | 11,0 | 10,9 | 11,0 | 11,3 | 15,5 | 15,8 | 5,0   | 15,0 | 15,1 | 14,5 | 14,4  | 13,6 | 11,8 |
| Норма осадков, мм             | 7,0  | 7,2  | 13,4 | 35   | 102  | 223  | 238,6 | 214  | 247  | 285  | 14,2  | 13,5 |      |
| Источник: INSIVUMEH           |      |      |      |      |      |      |       |      |      |      |       |      |      |

В окрестностях Гватемалы встречаются дубовые леса. Из представителей фауны сохранились лисицы, койоты, белки и мелкие грызуны, крупные животные были истреблены. Разнообразием отличается орнитофауна, насчитывающая около 2000 видов птиц, в том числе множество попугаев. Особенное отношение у гватемальцев к кецалю (длиннохвостая птица с ярким зелёным оперением), которая является национальным символом. Эта птица изображена на флаге и гербе страны, её название носит национальная валюта.

## Транспорт
В городе существует наземное метро — трансметро, по которому курсируют длинные зелёные автобусы (2 ветки, более 20 станций).

## Население, язык, вероисповедание
В Гватемале проживает 1 млн человек (с пригородами, в границах департамента Гватемала — 2,5 миллиона), которые в этническом отношении делятся на индейцев (40 %), являющихся потомками киче-майя, метисов-ладино и жителей европейского происхождения (в основном испанское).
Официальным языком является испанский. В столице можно услышать также 25 местных языков: 23 майяских языка, гарифуна (язык карибских негров) и шинка (их происхождения в Гватемале неизвестно).
Основная масса верующих исповедует католицизм (60 %) и протестантизм. В городе имеются также синагога, мечеть, греческая православная церковь.

## Культурное значение

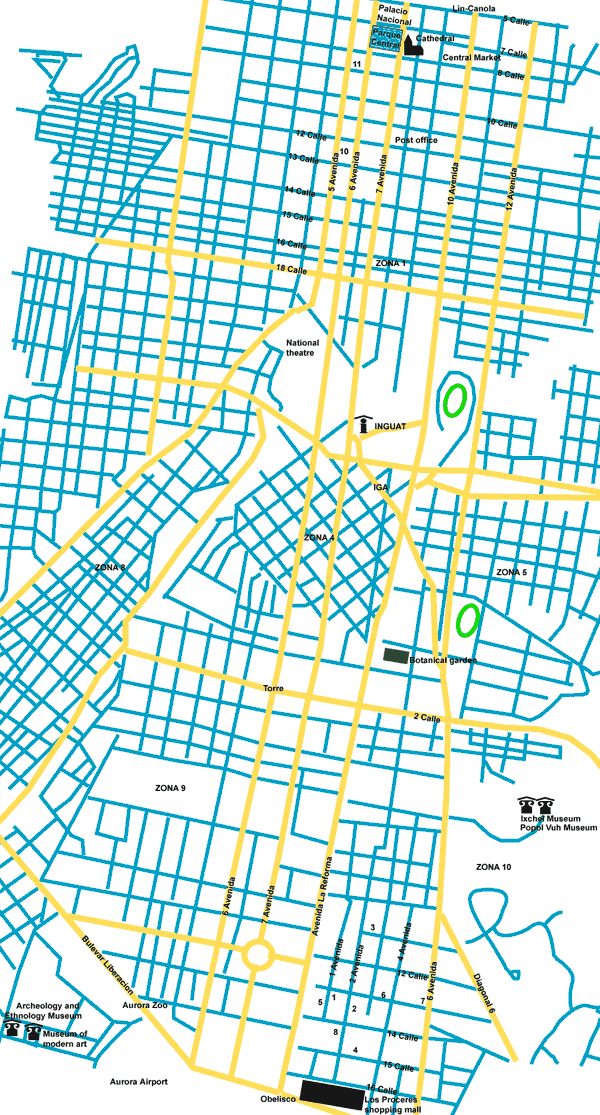
Карта центральных районов города (2003 год).

Интерес представляют руины Каминальхуйу, оставшиеся от древних построек майя. Более подробно о культуре этого народа рассказывает экспозиция Национального музея археологии и этнографии. Музей истории и изящных искусств экспонирует произведения более современных мастеров.
Традиции изобразительного искусства имеют в Гватемале достаточно глубокие корни. От колониальной эпохи остались живописные и скульптурные произведения, помещённые в специальные ниши для украшения не только церквей, но и домов. В начале XX века мексиканская монументальная живопись оказала серьёзное влияние на художников Гватемалы, которыми были созданы прекрасные фрески по мотивам индейского фольклора.
В 1935 г. в центре города была сооружена стальная Башня Реформатора, внешне напоминающая Эйфелеву башню. Интересна эклектичная церковь Юррита, отличающаяся необычными формами, нетрадиционными для Центральной Америки.
Музыкально-театральная жизнь столицы развивалась с начала 1930-х годов достаточно быстрыми темпами. В 1932 году был создан Филармонический оркестр Гватемалы, затем, в 1943 году — хор «Коро Гватемала», в 1948 году — Национальная оперная группа и Национальная школа танца с балетом Гватемалы, в 1964 году — балетная труппа современного народного танца. Национальная консерватория имеет свой симфонический оркестр и военный духовой оркестр.

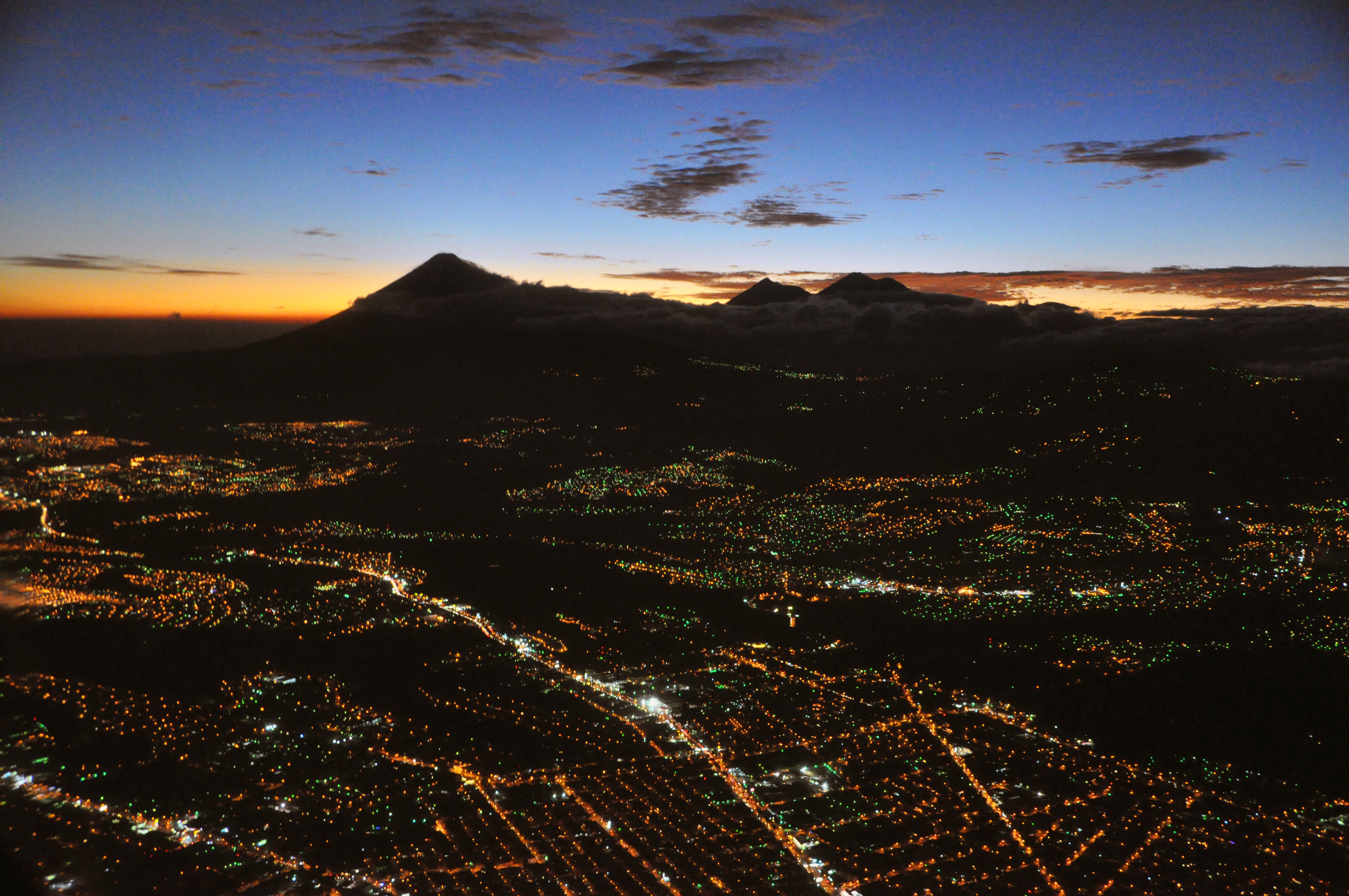
Ночной город

Образование в столице можно получить в 11 университетах, в число которых входят 1 Национальный и 10 частных. Кроме того, некоторые испанские университеты и ВУЗы Мексики и США имеют представительства в Гватемале (в основном на уровне магистратур и аспирантур).